# Crataegus spes-aestatum
Crataegus spes-aestatum är en rosväxtart som beskrevs av James Bird Phipps. Crataegus spes-aestatum ingår i Hagtornssläktet som ingår i familjen rosväxter. Inga underarter finns listade i Catalogue of Life.